# Хармати, Шандор
Шандор Хармати (англ. Sandor Harmati, венг. Harmati Sándor; 9 июля 1892, Будапешт — 4 апреля 1936, Флемингтон, штат Нью-Джерси) — американский скрипач, композитор и дирижёр венгерского происхождения.

## Биография
Из еврейской семьи, сын учителя. Окончил Будапештскую академию музыки (1909). В 1910—1914 гг. работал концертмейстером в различных будапештских оркестрах. В 1914 году эмигрировал в США, в 1919 г. получил американское гражданство.
В 1917—1921 гг. играл вторую скрипку в струнном квартете Ганса Летца. Затем в 1922—1925 гг. был первой скрипкой Ленокс-квартета, в составе которого играли также Вольфе Вольфинсон, Николай Молдаван и Эммеран Штёбер; среди прочего в 1923 году квартет (с участием также Гарольда Бауэра) впервые исполнил фортепианный квинтет № 1 Эрнеста Блоха, который посвятил сочинение первым исполнителям. Выступал также в составе фортепианного трио с пианистом Эрнё Рапе и виолончелистом Пауло Группе.
В 1925—1929 гг. музыкальный руководитель Омахского симфонического оркестра. В этот же период выступал как приглашённый дирижёр в Париже, Берлине, Франкфурте-на-Майне. В 1930-е гг. выступал как дирижёр на нескольких американских музыкальных фестивалях (в том числе Беркширском), работал с Американским балетом Джорджа Баланчина, в том числе дирижировал 5 марта 1935 года мировой премьерой балета «Мечты» (на музыку Джорджа Антейла). В 1934—1936 гг. руководил музыкальным отделением Бард-Колледжа.
Композиторское наследие Хармати включает оперу «Игра с леденцами» (англ. Sweetmeat Game; 1930), симфонические поэмы «Folio» и «Primavera», три струнных квартета, сюиту для струнного оркестра, оркестровое сочинение «Прелюдия к мелодраме» (англ. Prelude to a Melodrama), впервые исполненное в 1928 году Филадельфийским оркестром под управлением Леопольда Стоковского, «Иллюзию» для терменвокса и фортепиано, другие камерные сочинения. Однако наибольшую известность Хармати принесли песни, и прежде всего — песня «Синяя птица счастья» (англ. Bluebird of happiness), написанная в 1934 году для тенора Жана Пирса и ставшая в его исполнении знаменитым хитом 1940-х годов.